# Slámka

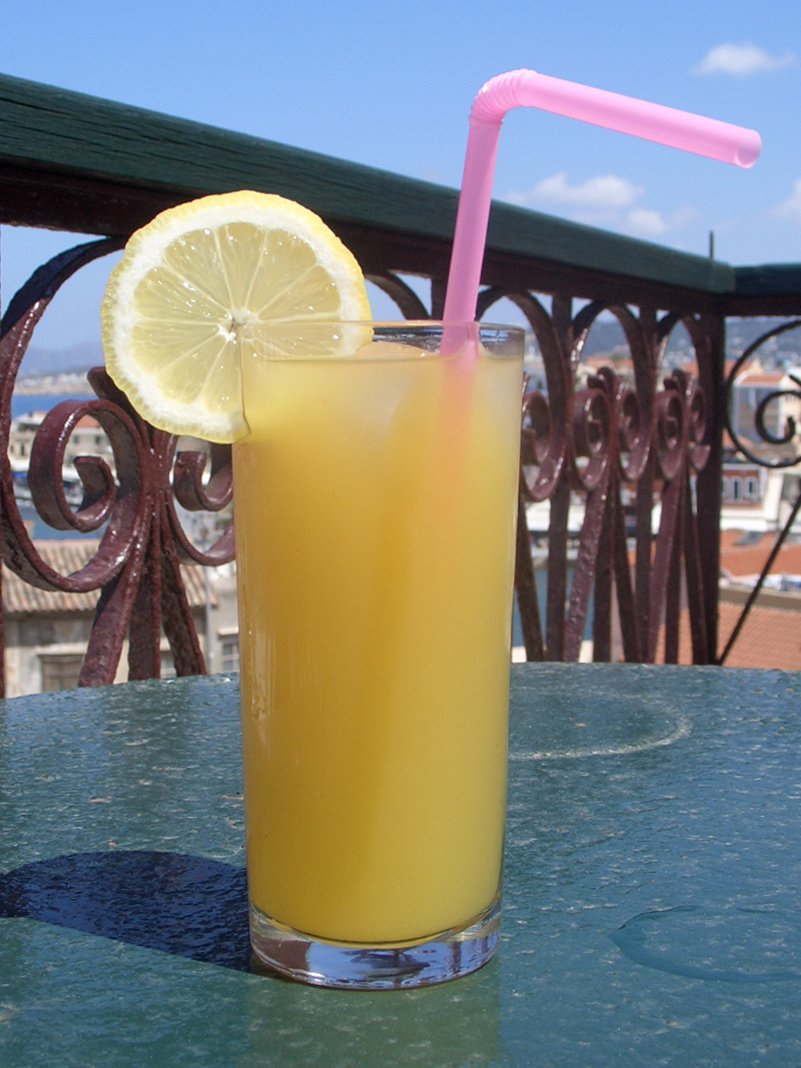
Nápoj s brčkem

Slámka neboli brčko je drobná kuchyňská a gastronomická pomůcka umožňující nasávání nápoje z nádoby bez kontaktu úst s hladinou nápoje. Je to vlastně dlouhá tenká trubička, která je jedním koncem ponořena do nápoje a druhým koncem je nápoj nasáván do úst. Dříve byly slámky vyráběny z dlouhých stébel žitné slámy (odtud pochází jejich původní název). Stébla byla delší než dnešní slámky a také často praskala při neopatrné manipulaci s nimi.

## Zákazy plastových brček
Hromadně produkované slámky byly téměř výhradně vyráběny z plastů, které jsou oproti slámě podstatně odolnější.
S ohledem na ochranu životního prostředí jsou plastová brčka zakazována v řadě zemí a měst, např. Austrálie (stát Jižní Austrálie, 2022), Brazílie (Rio de Janeiro, 2018), Spojené království (2020), některých státech a městech USA (např. New York City od 2018) a Tchaj-wanu (2019).
V Evropské unii jsou plastové výrobky jednorázového užití zakazovány na základě Směrnice Evropského parlamentu a Rady 2008/98/ES. V Česku vstoupila příslušná opatření v platnost zákonem 243/2022 o omezení dopadu vybraných plastových výrobků na životní prostředí. Zákon nabyl účinnosti 1. října 2022.

## Alternativní materiály
Každý den je ve Spojených státech amerických spotřebováno až 500 milionů plastových brček, které se rozkládají až 300 let. Z toho důvodu získávají na popularitě ekologické varianty plastových brček. Nejrozšířenějšími variantami jsou brčka nerezová, bambusová, či brčka skleněná.
Nerezová brčka:
Výhody:
- snadná údržba
- možnost opětovného použití
- zdravotní bezpečnost

Nevýhody:
- větší hmotnost
- může poškodit zuby[5]

Bambusová brčka:
Výhody:
- ekologická výroba
- možnost opětovného použití

Nevýhody:
- zhoršená možnost čistění
- obsahují PFAS[7]

Skleněná brčka
Výhody:
- snadná údržba
- možnost opětovného použití
- zdravotní bezpečnost
- nemají chuť

Nevýhody:
- křehkost a náchylnost na poškození

Papírová brčka
Výhody:
- 100% kompostovatelné
- biologicky rozložitelné
- nejsou vyrobeny z plastu

Nevýhody:
- snadná nasákavost
- obsahují PFAS[7]

## Dětská hračka
Slámky bývají oblíbené u dětí. Mimo jiné také proto, že s pomocí brčka a mýdlové vody lze vytvářet duhově barevné bubliny (srov. bublifuk).